# 铁流 (小说)
《铁流》是苏联作家亚历山大·绥拉菲莫维奇创作的描写苏俄内战中库班红军千里转战经过的长篇小说。1931年由曹靖华翻译为中文，鲁迅为译本做序，称赞它是“鲜艳的铁一般的鲜花”。

## 作品历史
绥拉菲靡维奇在1921年至1924年间写成的长篇小说。1924年出版发表。
鲁迅读过日译本后，高度评价《铁流》为“铁的人物和血的战斗”的成功之作。鲁迅约请曹靖华在列宁格勒翻译全文，鲁迅亲自根据日译本编校，瞿秋白代译序言。《铁流》在上海出版后立遭国民政府严禁。鲁迅通过好友内山完造的内山书店，把《铁流》放在柜台下面，一千册慢慢零售给读者。1934年11月21日鲁迅写《中国文坛上的鬼魅》一文，抗议国民政权对绥拉菲靡维奇等苏联作家作品的禁令。鲁迅还曾在绥拉菲靡维奇的生日发祝电。

## 作品内容
小说描写了真实历史事件。十月革命后，布尔什维克一度在全俄境内普遍夺取了地方政权。但随着协约国英法美日列强开始大规模支援白军乃至直接登陆参加苏俄内战，苏维埃俄国在东、西、南、北四境迅速遭到白军与协约国干涉军的打击而大幅度撤退。1918年夏季，南俄塔曼半岛的红军——“达曼军”，主要由新罗西斯克的工人与黑海舰队革命水兵3万人组成，在四面楚歌境况下，带领被库班哥萨克富农和邓尼金与波克羅夫斯基白军残害的红军家属和革命群众2.5万人，从格连吉克出发，沿黑海海岸线南下至图阿普谢，再沿图阿普谢-阿尔马普尔铁路翻越高加索山脉，沿途突破白军包围，收容途径各地的溃散红军与革命群众，千里转战，最终与北高加索红军主力会师的事迹。反映了苏俄内战期间的阶级斗争风暴中的生死搏斗，表现了一群溃军与大批随军群众由乌合之众成长为一支纪律严明的“铁流”的过程，塑造了坚定勇敢的革命领袖郭如鹤（Кожуха）的形象。